# بيبي (مسلسل كويتي)
بيبي مسلسل تلفزيوني كويتي من بطولة شجون الهاجري، بشار الشطي، أحلام حسن، مي البلوشي، بدر الشعيبي، أُنتِج في عام 2022، وهو من تأليف  أحمد العوضي، ومن إخراج محمد سمير.

## طاقم العمل

### الممثلون
- شجون الهاجري بدور (بيبي)
- بشار الشطي بدور (ضاري)
- أحلام حسن بدور (فتحية)
- مي البلوشي بدور (نضال)
- بدر الشعيبي بدور (مبارك)
- عبدالله عبدالرضا بدور (نبيل)
- شوق بدور (حنان)
- فهد الصالح بدور (سعد)
- غادة الزدجالي بدور (شمس)
- أحمد العوضي بدور (ناصر)
- أسمهان توفيق بدور (مكية أم ضاري)

««ظهور مميز»»
- أسامة المزيعل بدور (عبد اللطيف)

««ظهور مميز»»
- ياسة بدور (أم مبارك)
- سوسن الهارون بدور (جنة)

««ظهور مميز»
- غدير السبتي بدور (هلا)

««ظهور خاص»»
- عبد الله التركماني ««ظهور خاص»»
- علي محسن ««ظهور خاص»»

## ملخص القصة
في إطار درامي، يتناول المسلسل قصة فتاة تعيش في أحد الأحياء وتعاني من حالة ذهنية تجعلها محط أنظار الجميع، من أقارب ومعارف وجيران، ومرضها وراءه سر من رجل يدعى ضاري متزوج ويعاني من اضطرابات داخلية عصبية تجعله يتخذ قرارات صادمة.